# Temporada regular de la Copa Europea Femenina de la FIBA 2025-26
La temporada regular de la Copa Europea Femenina de la FIBA 2025-26 es la fase regular de esta competición. Comenzará el 9 de octubre de 2025 y finalizará el 27 de noviembre de 2026, determinando así los equipos clasificados para la fase eliminatoria y su orden.

## Formato
Tras la ronda de clasificación, los 48 equipos que han clasificado se dividen en 12 grupos de 4 equipos cada uno. En cada grupo juegan todos contra todos a doble partido (es decir, ida y vuelta).
Los dos mejores clasificados de cada grupo, junto con los 4 mejores equipos entre los clasificados en tercer lugar, avanzan a la fase eliminatoria.

## Sorteo
Los bombos para el sorteo se desvelaron el 17 de julio de 2025.  Los cabezas de serie se determinaron en base al ranking de clubes.
| Equipo                        | Rank | Points |
| ----------------------------- | ---- | ------ |
| Euroliga: Perdedor Play Off 1 | N/A  | N/A    |
| Euroliga: Perdedor Play Off 1 | N/A  | N/A    |
| Euroliga: Perdedor Play Off 1 | N/A  | N/A    |
| Euroliga: Perdedor Play Off 1 | N/A  | N/A    |
| Euroliga: Perdedor Play Off 1 | N/A  | N/A    |
| ESB Villeneuve-d'Ascq         | 5    | 164    |
| Perfumerías Avenida           | 7    | 104    |
| BLMA                          | 17   | 50     |
| Beşiktaş Boa                  | 17   | 50     |
| UFAB 49                       | 22   | 42     |
| NKA Universitas PEAC          | 24   | 34     |
| Baxi Ferrol                   | 29   | 30     |

| Equipo                      | Rank | Points |
| --------------------------- | ---- | ------ |
| Movistar Estudiantes        | 29   | 30     |
| InvestInTheWest Enea Gorzow | 29   | 30     |
| Elitzur Ramla               | 29   | 30     |
| Castors Braine              | 35   | 28     |
| Kangoeroes Basket Mechelen  | 38   | 26     |
| Rutronik Stars Keltern      | 39   | 44     |
| TTT Riga                    | 39   | 44     |
| BCF Elfic Fribourg          | 42   | 22     |
| KP Brno                     | 43   | 20     |
| Basket Namur Capitale       | 43   | 20     |
| Panathinaikos AC            | 43   | 20     |
| SL Benfica                  | 43   | 20     |

| Equipo                     | Rank | Points |
| -------------------------- | ---- | ------ |
| MB Zagłębie Sosnowiec      | 49   | 18     |
| Piešťanské Čajky           | 49   | 18     |
| Levharti Chomutov          | 58   | 10     |
| Hozono Global Jairis       | 58   | 10     |
| Charnay Basket             | 58   | 10     |
| Magnolia Basket Campobasso | 58   | 10     |
| GEAS Basket                | 58   | 10     |
| BC Neptūnas-Amberton       | 58   | 10     |
| ŽKK Ragusa                 | 66   | 8      |
| Sportiva/AzorisHotels      | 66   | 8      |
| Beroe Stara Zagora         | 79   | 4      |
| Emlak Konut SK             | 79   | 4      |

| Equipo                      | Rank | Points |
| --------------------------- | ---- | ------ |
| Ślęza Wrocław               | N/A  | N/A    |
| Athinaikos Qualco           | N/A  | N/A    |
| CS Rapid București          | N/A  | N/A    |
| Saarlouis Royals            | N/A  | N/A    |
| Nyon Basket Féminin         | N/A  | N/A    |
| ŽKK Trešnjevka 2009         | N/A  | N/A    |
| KBF Peja 03                 | N/A  | N/A    |
| EuroCup: Ganador Play Off 1 | N/A  | N/A    |
| EuroCup: Ganador Play Off 2 | N/A  | N/A    |
| EuroCup: Ganador Play Off 3 | N/A  | N/A    |
| EuroCup: Ganador Play Off 4 | N/A  | N/A    |
| EuroCup: Ganador Play Off 5 | N/A  | N/A    |

El sorteo tuvo lugar el 23 de julio de 2025 en Munich, Alemania. Sólo un máximo de un club de cada país podía estar ubicado en el mismo grupo para la temporada regular. 

## Grupos

### Grupo A
| Pos. | Equipo                     | PJ | G | P | PF | PC | DP | Pts | Clasificación   |  | PQ1 | BRA | MAG | TRE |
| ---- | -------------------------- | -- | - | - | -- | -- | -- | --- | --------------- |  | --- | --- | --- | --- |
| 1    | Perdedor PlayOff 1 EL      | 0  | 0 | 0 | 0  | 0  | 0  | 0   | PlayOff         |  | —   | –   | –   | –   |
| 2    | Castors Braine             | 0  | 0 | 0 | 0  | 0  | 0  | 0   | PlayOff         |  | –   | —   | –   | –   |
| 3    | Magnolia Basket Campobasso | 0  | 0 | 0 | 0  | 0  | 0  | 0   | Posible PlayOff |  | –   | –   | —   | –   |
| 4    | ŽKK Trešnjevka 2009        | 0  | 0 | 0 | 0  | 0  | 0  | 0   |                 |  | –   | –   | –   | —   |

 Fuente: FIBA

#### Partidos
Jornada 1
| 8 de octubre de 2025 | Castors Braine        | vs.                   | TBD                   | Braine-l'Alleud                        |
| 20:00                | Parciales: –, –, –, – | Parciales: –, –, –, – | Parciales: –, –, –, – |                                        |
|                      |                       |                       |                       | Pabellón: Stade Gaston Reiff Árbitros: |

| 9 de octubre de 2025 | ŽKK Trešnjevka 2009   | vs.     | Magnolia Basket Campobasso | Zagreb                                                   |  |
|                      | Parciales: –, –, –, – |         |                            |                                                          |  |
|                      |                       | Reporte |                            | Pabellón: Centro de Baloncesto Dražen Petrović Árbitros: |  |

Jornada 2
| 15 de octubre de 2025 | TBD                   | vs. | ŽKK Trešnjevka 2009 | [[]]                     |
|                       | Parciales: –, –, –, – |     |                     |                          |
|                       |                       |     |                     | Pabellón: [[]] Árbitros: |

| 16 de octubre de 2025 | Magnolia Basket Campobasso | vs.                   | Castors Braine        | Campobasso                         |  |
| 20:30                 | Parciales: –, –, –, –      | Parciales: –, –, –, – | Parciales: –, –, –, – |                                    |  |
|                       |                            | Reporte               |                       | Pabellón: Molisana Arena Árbitros: |  |

Jornada 3
| 22 de octubre de 2025 | Castors Braine        | vs.                   | ŽKK Trešnjevka 2009   | Braine-l'Alleud                        |  |
| 20:00                 | Parciales: –, –, –, – | Parciales: –, –, –, – | Parciales: –, –, –, – |                                        |  |
|                       |                       | Reporte               |                       | Pabellón: Stade Gaston Reiff Árbitros: |  |

| 23 de octubre de 2025 | Magnolia Basket Campobasso | vs. | TBD | Campobasso                         |
|                       | Parciales: –, –, –, –      |     |     |                                    |
|                       |                            |     |     | Pabellón: Molisana Arena Árbitros: |

Jornada 4
| 29 de octubre de 2025 | TBD                   | vs. | Castors Braine | [[]]                     |
|                       | Parciales: –, –, –, – |     |                |                          |
|                       |                       |     |                | Pabellón: [[]] Árbitros: |

| 30 de octubre de 2025 | Magnolia Basket Campobasso | vs.     | ŽKK Trešnjevka 2009 | Campobasso                         |  |
|                       | Parciales: –, –, –, –      |         |                     |                                    |  |
|                       |                            | Reporte |                     | Pabellón: Molisana Arena Árbitros: |  |

Jornada 5
| 5 de noviembre de 2025 | ŽKK Trešnjevka 2009   | vs. | TBD | Zagreb                                                   |
|                        | Parciales: –, –, –, – |     |     |                                                          |
|                        |                       |     |     | Pabellón: Centro de Baloncesto Dražen Petrović Árbitros: |

| 5 de noviembre de 2025 | Castors Braine        | vs.                   | Magnolia Basket Campobasso | Braine-l'Alleud                        |  |
| 20:00                  | Parciales: –, –, –, – | Parciales: –, –, –, – | Parciales: –, –, –, –      |                                        |  |
|                        |                       | Reporte               |                            | Pabellón: Stade Gaston Reiff Árbitros: |  |

Jornada 6
| 26 de noviembre de 2025 | TBD                   | vs. | Magnolia Basket Campobasso | [[]]                     |
|                         | Parciales: –, –, –, – |     |                            |                          |
|                         |                       |     |                            | Pabellón: [[]] Árbitros: |

| 27 de noviembre de 2025 | ŽKK Trešnjevka 2009   | vs.     | Castors Braine | Zagreb                                                   |  |
|                         | Parciales: –, –, –, – |         |                |                                                          |  |
|                         |                       | Reporte |                | Pabellón: Centro de Baloncesto Dražen Petrović Árbitros: |  |

### Grupo B
| Pos. | Equipo                | PJ | G | P | PF | PC | DP | Pts | Clasificación   |  | PQ4 | NAM | JAI | GQ1 |
| ---- | --------------------- | -- | - | - | -- | -- | -- | --- | --------------- |  | --- | --- | --- | --- |
| 1    | Perdedor PlayOff 4 EL | 0  | 0 | 0 | 0  | 0  | 0  | 0   | PlayOff         |  | —   | –   | –   | –   |
| 2    | Basket Namur Capitale | 0  | 0 | 0 | 0  | 0  | 0  | 0   | PlayOff         |  | –   | —   | –   | –   |
| 3    | Hozono Global Jairis  | 0  | 0 | 0 | 0  | 0  | 0  | 0   | Posible PlayOff |  | –   | –   | —   | –   |
| 4    | Ganador PlayOff 1 EC  | 0  | 0 | 0 | 0  | 0  | 0  | 0   |                 |  | –   | –   | –   | —   |

 Fuente: FIBA

#### Partidos
Jornada 1
| 9 de octubre de 2025 | TBD                   | vs. | Hozono Global Jairis | [[]]                     |
|                      | Parciales: –, –, –, – |     |                      |                          |
|                      |                       |     |                      | Pabellón: [[]] Árbitros: |

| 9 de octubre de 2025 | Basket Namur Capitale | vs. | TBD | Namur                                 |
|                      | Parciales: –, –, –, – |     |     |                                       |
|                      |                       |     |     | Pabellón: Hall Octave Henry Árbitros: |

Jornada 2
| 16 de octubre de 2025 | Hozono Global Jairis  | vs.     | Basket Namur Capitale | Alcantarilla                               |  |
|                       | Parciales: –, –, –, – |         |                       |                                            |  |
|                       |                       | Reporte |                       | Pabellón: Pabellón Fausto Vicent Árbitros: |  |

| 16 de octubre de 2025 | TBD                   | vs. | TBD | [[]]                     |
|                       | Parciales: –, –, –, – |     |     |                          |
|                       |                       |     |     | Pabellón: [[]] Árbitros: |

Jornada 3
| 23 de octubre de 2025 | Hozono Global Jairis  | vs. | TBD | Alcantarilla                               |
|                       | Parciales: –, –, –, – |     |     |                                            |
|                       |                       |     |     | Pabellón: Pabellón Fausto Vicent Árbitros: |

| 23 de octubre de 2025 | Basket Namur Capitale | vs. | TBD | Namur                                 |
|                       | Parciales: –, –, –, – |     |     |                                       |
|                       |                       |     |     | Pabellón: Hall Octave Henry Árbitros: |

Jornada 4
| 30 de octubre de 2025 | Hozono Global Jairis  | vs. | TBD | Alcantarilla                               |
|                       | Parciales: –, –, –, – |     |     |                                            |
|                       |                       |     |     | Pabellón: Pabellón Fausto Vicent Árbitros: |

| 30 de octubre de 2025 | TBD                   | vs. | Basket Namur Capitale | [[]]                     |
|                       | Parciales: –, –, –, – |     |                       |                          |
|                       |                       |     |                       | Pabellón: [[]] Árbitros: |

Jornada 5
| 5 de noviembre de 2025 | TBD                   | vs. | TBD | [[]]                     |
|                        | Parciales: –, –, –, – |     |     |                          |
|                        |                       |     |     | Pabellón: [[]] Árbitros: |

| 5 de noviembre de 2025 | Basket Namur Capitale | vs.                   | Hozono Global Jairis  | Namur                                 |  |
| 20:30                  | Parciales: –, –, –, – | Parciales: –, –, –, – | Parciales: –, –, –, – |                                       |  |
|                        |                       | Reporte               |                       | Pabellón: Hall Octave Henry Árbitros: |  |

Jornada 6
| 27 de noviembre de 2025 | TBD                   | vs. | Basket Namur Capitale | [[]]                     |
|                         | Parciales: –, –, –, – |     |                       |                          |
|                         |                       |     |                       | Pabellón: [[]] Árbitros: |

| 27 de noviembre de 2025 | TBD                   | vs. | Hozono Global Jairis | [[]]                     |
|                         | Parciales: –, –, –, – |     |                      |                          |
|                         |                       |     |                      | Pabellón: [[]] Árbitros: |

### Grupo C
| Pos. | Equipo                | PJ | G | P | PF | PC | DP | Pts | Clasificación   |  | NKA | RAM | AZO | GQ2 |
| ---- | --------------------- | -- | - | - | -- | -- | -- | --- | --------------- |  | --- | --- | --- | --- |
| 1    | NKA Universitas PEAC  | 0  | 0 | 0 | 0  | 0  | 0  | 0   | PlayOff         |  | —   | –   | –   | –   |
| 2    | Elitzur Ramla         | 0  | 0 | 0 | 0  | 0  | 0  | 0   | PlayOff         |  | –   | —   | –   | –   |
| 3    | Sportiva/AzorisHotels | 0  | 0 | 0 | 0  | 0  | 0  | 0   | Posible PlayOff |  | –   | –   | —   | –   |
| 4    | Ganador PlayOff 2 EC  | 0  | 0 | 0 | 0  | 0  | 0  | 0   |                 |  | –   | –   | –   | —   |

 Fuente: FIBA

#### Partidos
Jornada 1
| 9 de octubre de 2025 | Elitzur Ramla         | vs.     | NKA Universitas PEAC | Ramla                          |  |
|                      | Parciales: –, –, –, – |         |                      |                                |  |
|                      |                       | Reporte |                      | Pabellón: Ralf Klain Árbitros: |  |

| 9 de octubre de 2025 | TBD                   | vs. | Sportiva/AzorisHotels | [[]]                     |
|                      | Parciales: –, –, –, – |     |                       |                          |
|                      |                       |     |                       | Pabellón: [[]] Árbitros: |

Jornada 2
| 15 de octubre de 2025 | NKA Universitas PEAC  | vs. | TBD | Pécs                                         |
|                       | Parciales: –, –, –, – |     |     |                                              |
|                       |                       |     |     | Pabellón: Lauber Dezső Sports Hall Árbitros: |

| 16 de octubre de 2025 | Sportiva/AzorisHotels | vs.                   | Elitzur Ramla         | Ponta Delgada                              |  |
| 20:30                 | Parciales: –, –, –, – | Parciales: –, –, –, – | Parciales: –, –, –, – |                                            |  |
|                       |                       | Reporte               |                       | Pabellón: Pavilhão Sidónio Serpa Árbitros: |  |

Jornada 3
| 23 de octubre de 2025 | Elitzur Ramla         | vs. | TBD | Ramla                          |
|                       | Parciales: –, –, –, – |     |     |                                |
|                       |                       |     |     | Pabellón: Ralf Klain Árbitros: |

| 23 de octubre de 2025 | Sportiva/AzorisHotels | vs.                   | NKA Universitas PEAC  | Ponta Delgada                              |  |
| 20:30                 | Parciales: –, –, –, – | Parciales: –, –, –, – | Parciales: –, –, –, – |                                            |  |
|                       |                       | Reporte               |                       | Pabellón: Pavilhão Sidónio Serpa Árbitros: |  |

Jornada 4
| 29 de octubre de 2025 | NKA Universitas PEAC  | vs.                   | Elitzur Ramla         | Pécs                                         |  |
| 18:00                 | Parciales: –, –, –, – | Parciales: –, –, –, – | Parciales: –, –, –, – |                                              |  |
|                       |                       | Reporte               |                       | Pabellón: Lauber Dezső Sports Hall Árbitros: |  |

| 30 de octubre de 2025 | Sportiva/AzorisHotels | vs.                   | TBD                   | Ponta Delgada                              |
| 20:30                 | Parciales: –, –, –, – | Parciales: –, –, –, – | Parciales: –, –, –, – |                                            |
|                       |                       |                       |                       | Pabellón: Pavilhão Sidónio Serpa Árbitros: |

Jornada 5
| 5 de noviembre de 2025 | Elitzur Ramla         | vs.     | Sportiva/AzorisHotels | Ramla                          |  |
|                        | Parciales: –, –, –, – |         |                       |                                |  |
|                        |                       | Reporte |                       | Pabellón: Ralf Klain Árbitros: |  |

| 5 de noviembre de 2025 | TBD                   | vs. | NKA Universitas PEAC | [[]]                     |
|                        | Parciales: –, –, –, – |     |                      |                          |
|                        |                       |     |                      | Pabellón: [[]] Árbitros: |

Jornada 6
| 26 de noviembre de 2025 | NKA Universitas PEAC  | vs.                   | Sportiva/AzorisHotels | Pécs                                         |  |
| 18:00                   | Parciales: –, –, –, – | Parciales: –, –, –, – | Parciales: –, –, –, – |                                              |  |
|                         |                       | Reporte               |                       | Pabellón: Lauber Dezső Sports Hall Árbitros: |  |

| 27 de noviembre de 2025 | TBD                   | vs. | Elitzur Ramla | [[]]                     |
|                         | Parciales: –, –, –, – |     |               |                          |
|                         |                       |     |               | Pabellón: [[]] Árbitros: |

### Grupo D
| Pos. | Equipo                     | PJ | G | P | PF | PC | DP | Pts | Clasificación   |  | PQ3 | KAN | GEA | GQ5 |
| ---- | -------------------------- | -- | - | - | -- | -- | -- | --- | --------------- |  | --- | --- | --- | --- |
| 1    | Perdedor PlayOff 3 EL      | 0  | 0 | 0 | 0  | 0  | 0  | 0   | PlayOff         |  | —   | –   | –   | –   |
| 2    | Kangoeroes Basket Mechelen | 0  | 0 | 0 | 0  | 0  | 0  | 0   | PlayOff         |  | –   | —   | –   | –   |
| 3    | GEAS Basket                | 0  | 0 | 0 | 0  | 0  | 0  | 0   | Posible PlayOff |  | –   | –   | —   | –   |
| 4    | Ganador PlayOff 5 EC       | 0  | 0 | 0 | 0  | 0  | 0  | 0   |                 |  | –   | –   | –   | —   |

 Fuente: FIBA

#### Partidos
Jornada 1
| 8 de octubre de 2025 | TBD                   | vs. | GEAS Basket | [[]]                     |
|                      | Parciales: –, –, –, – |     |             |                          |
|                      |                       |     |             | Pabellón: [[]] Árbitros: |

| 9 de octubre de 2025 | Kangoeroes Basket Mechelen | vs.                   | TBD                   | Mechelen                       |
| 20:30                | Parciales: –, –, –, –      | Parciales: –, –, –, – | Parciales: –, –, –, – |                                |
|                      |                            |                       |                       | Pabellón: Winketkaai Árbitros: |

Jornada 2
| 15 de octubre de 2025 | TBD                   | vs. | TBD | [[]]                     |
|                       | Parciales: –, –, –, – |     |     |                          |
|                       |                       |     |     | Pabellón: [[]] Árbitros: |

| 16 de octubre de 2025 | GEAS Basket           | vs.     | Kangoeroes Basket Mechelen | Milán                           |  |
|                       | Parciales: –, –, –, – |         |                            |                                 |  |
|                       |                       | Reporte |                            | Pabellón: PalaAllende Árbitros: |  |

Jornada 3
| 23 de octubre de 2025 | GEAS Basket           | vs. | TBD | Milán                           |
|                       | Parciales: –, –, –, – |     |     |                                 |
|                       |                       |     |     | Pabellón: PalaAllende Árbitros: |

| 23 de octubre de 2025 | Kangoeroes Basket Mechelen | vs.                   | TBD                   | Mechelen                       |
| 20:30                 | Parciales: –, –, –, –      | Parciales: –, –, –, – | Parciales: –, –, –, – |                                |
|                       |                            |                       |                       | Pabellón: Winketkaai Árbitros: |

Jornada 4
| 29 de octubre de 2025 | TBD                   | vs. | Kangoeroes Basket Mechelen | [[]]                     |
|                       | Parciales: –, –, –, – |     |                            |                          |
|                       |                       |     |                            | Pabellón: [[]] Árbitros: |

| 30 de octubre de 2025 | GEAS Basket           | vs. | TBD | [[]]                     |
|                       | Parciales: –, –, –, – |     |     |                          |
|                       |                       |     |     | Pabellón: [[]] Árbitros: |

Jornada 5
| 5 de noviembre de 2025 | TBD                   | vs. | TBD | [[]]                     |
|                        | Parciales: –, –, –, – |     |     |                          |
|                        |                       |     |     | Pabellón: [[]] Árbitros: |

| 5 de noviembre de 2025 | Kangoeroes Basket Mechelen | vs.                   | TBD                   | Mechelen                       |  |
| 20:30                  | Parciales: –, –, –, –      | Parciales: –, –, –, – | Parciales: –, –, –, – |                                |  |
|                        |                            | Reporte               |                       | Pabellón: Winketkaai Árbitros: |  |

Jornada 6
| 25 de noviembre de 2025 | TBD                   | vs. | Kangoeroes Basket Mechelen | [[]]                     |
|                         | Parciales: –, –, –, – |     |                            |                          |
|                         |                       |     |                            | Pabellón: [[]] Árbitros: |

| 26 de noviembre de 2025 | TBD                   | vs. | GEAS Basket | [[]]                     |
|                         | Parciales: –, –, –, – |     |             |                          |
|                         |                       |     |             | Pabellón: [[]] Árbitros: |

### Grupo E
| Pos. | Equipo                | PJ | G | P | PF | PC | DP | Pts | Clasificación   |  | PQ2 | RIG | KON | SAA |
| ---- | --------------------- | -- | - | - | -- | -- | -- | --- | --------------- |  | --- | --- | --- | --- |
| 1    | Perdedor PlayOff 2 EL | 0  | 0 | 0 | 0  | 0  | 0  | 0   | PlayOff         |  | —   | –   | –   | –   |
| 2    | TTT Riga              | 0  | 0 | 0 | 0  | 0  | 0  | 0   | PlayOff         |  | –   | —   | –   | –   |
| 3    | Emlak Konut SK        | 0  | 0 | 0 | 0  | 0  | 0  | 0   | Posible PlayOff |  | –   | –   | —   | –   |
| 4    | Saarlouis Royals      | 0  | 0 | 0 | 0  | 0  | 0  | 0   |                 |  | –   | –   | –   | —   |

 Fuente: FIBA

#### Partidos
Jornada 1
| 8 de octubre de 2025 | Saarlouis Royals      | vs.                   | Emlak Konut SK        | Saarlouis                                      |  |
| 18:00                | Parciales: –, –, –, – | Parciales: –, –, –, – | Parciales: –, –, –, – |                                                |  |
|                      |                       | Reporte               |                       | Pabellón: Stadtgartenhalle Saarlouis Árbitros: |  |

| 9 de octubre de 2025 | TTT Riga              | vs. | TBD | Riga                                    |
|                      | Parciales: –, –, –, – |     |     |                                         |
|                      |                       |     |     | Pabellón: Rimi Olympic Centre Árbitros: |

Jornada 2
| 16 de octubre de 2025 | Emlak Konut SK        | vs.     | TTT Riga | Estambul                                      |  |
|                       | Parciales: –, –, –, – |         |          |                                               |  |
|                       |                       | Reporte |          | Pabellón: Başakşehir Spor Kompleksi Árbitros: |  |

| 16 de octubre de 2025 | TBD                   | vs. | Saarlouis Royals | [[]]                     |
|                       | Parciales: –, –, –, – |     |                  |                          |
|                       |                       |     |                  | Pabellón: [[]] Árbitros: |

Jornada 3
| 23 de octubre de 2025 | TTT Riga              | vs.     | Saarlouis Royals | Riga                                    |  |
|                       | Parciales: –, –, –, – |         |                  |                                         |  |
|                       |                       | Reporte |                  | Pabellón: Rimi Olympic Centre Árbitros: |  |

| 23 de octubre de 2025 | Emlak Konut SK        | vs. | TBD | Estambul                                      |
|                       | Parciales: –, –, –, – |     |     |                                               |
|                       |                       |     |     | Pabellón: Başakşehir Spor Kompleksi Árbitros: |

Jornada 4
| 30 de octubre de 2025 | TBD                   | vs. | TTT Riga | [[]]                     |
|                       | Parciales: –, –, –, – |     |          |                          |
|                       |                       |     |          | Pabellón: [[]] Árbitros: |

| 30 de octubre de 2025 | Emlak Konut SK        | vs.     | Saarlouis Royals | Estambul                                      |  |
|                       | Parciales: –, –, –, – |         |                  |                                               |  |
|                       |                       | Reporte |                  | Pabellón: Başakşehir Spor Kompleksi Árbitros: |  |

Jornada 5
| 5 de noviembre de 2025 | TTT Riga              | vs.     | Emlak Konut SK | Riga                                    |  |
|                        | Parciales: –, –, –, – |         |                |                                         |  |
|                        |                       | Reporte |                | Pabellón: Rimi Olympic Centre Árbitros: |  |

| 5 de noviembre de 2025 | Saarlouis Royals      | vs. | TBD | Saarlouis                                      |
|                        | Parciales: –, –, –, – |     |     |                                                |
|                        |                       |     |     | Pabellón: Stadtgartenhalle Saarlouis Árbitros: |

Jornada 6
| 26 de noviembre de 2025 | Saarlouis Royals      | vs.                   | TTT Riga              | Saarlouis                                      |  |
| 18:00                   | Parciales: –, –, –, – | Parciales: –, –, –, – | Parciales: –, –, –, – |                                                |  |
|                         |                       | Reporte               |                       | Pabellón: Stadtgartenhalle Saarlouis Árbitros: |  |

| 27 de noviembre de 2025 | TBD                   | vs. | Emlak Konut SK | [[]]                     |
|                         | Parciales: –, –, –, – |     |                |                          |
|                         |                       |     |                | Pabellón: [[]] Árbitros: |

### Grupo F
| Pos. | Equipo                 | PJ | G | P | PF | PC | DP | Pts | Clasificación   |  | PQ5 | RUT | LEV | PEJ |
| ---- | ---------------------- | -- | - | - | -- | -- | -- | --- | --------------- |  | --- | --- | --- | --- |
| 1    | Perdedor PlayOff 5 EL  | 0  | 0 | 0 | 0  | 0  | 0  | 0   | PlayOff         |  | —   | –   | –   | –   |
| 2    | Rutronik Stars Keltern | 0  | 0 | 0 | 0  | 0  | 0  | 0   | PlayOff         |  | –   | —   | –   | –   |
| 3    | Levharti Chomutov      | 0  | 0 | 0 | 0  | 0  | 0  | 0   | Posible PlayOff |  | –   | –   | —   | –   |
| 4    | KBF Peja 03            | 0  | 0 | 0 | 0  | 0  | 0  | 0   |                 |  | –   | –   | –   | —   |

 Fuente: FIBA

#### Partidos
Jornada 1
| 9 de octubre de 2025 | KBF Peja 03           | vs.     | Levharti Chomutov | Peja                                    |  |
|                      | Parciales: –, –, –, – |         |                   |                                         |  |
|                      |                       | Reporte |                   | Pabellón: Karagaq Sports Hall Árbitros: |  |

| 9 de octubre de 2025 | Rutronik Stars Keltern | vs.                   | TBD                   | Keltern                              |
| 18:30                | Parciales: –, –, –, –  | Parciales: –, –, –, – | Parciales: –, –, –, – |                                      |
|                      |                        |                       |                       | Pabellón: Speiterlinghalle Árbitros: |

Jornada 2
| 15 de octubre de 2025 | TBD                   | vs. | KBF Peja 03 | [[]]                     |
|                       | Parciales: –, –, –, – |     |             |                          |
|                       |                       |     |             | Pabellón: [[]] Árbitros: |

| 15 de octubre de 2025 | Levharti Chomutov     | vs.                   | Rutronik Stars Keltern | Chomutov                             |  |
| 19:00                 | Parciales: –, –, –, – | Parciales: –, –, –, – | Parciales: –, –, –, –  |                                      |  |
|                       |                       | Reporte               |                        | Pabellón: City Sports Hall Árbitros: |  |

Jornada 3
| 22 de octubre de 2025 | Levharti Chomutov     | vs.                   | TBD                   | Chomutov                             |
| 19:00                 | Parciales: –, –, –, – | Parciales: –, –, –, – | Parciales: –, –, –, – |                                      |
|                       |                       |                       |                       | Pabellón: City Sports Hall Árbitros: |

| 23 de octubre de 2025 | Rutronik Stars Keltern | vs.                   | KBF Peja 03           | Keltern                              |  |
| 18:30                 | Parciales: –, –, –, –  | Parciales: –, –, –, – | Parciales: –, –, –, – |                                      |  |
|                       |                        | Reporte               |                       | Pabellón: Speiterlinghalle Árbitros: |  |

Jornada 4
| 29 de octubre de 2025 | TBD                   | vs. | Rutronik Stars Keltern | [[]]                     |
|                       | Parciales: –, –, –, – |     |                        |                          |
|                       |                       |     |                        | Pabellón: [[]] Árbitros: |

| 29 de octubre de 2025 | Levharti Chomutov     | vs.                   | KBF Peja 03           | Chomutov                             |  |
| 19:00                 | Parciales: –, –, –, – | Parciales: –, –, –, – | Parciales: –, –, –, – |                                      |  |
|                       |                       | Reporte               |                       | Pabellón: City Sports Hall Árbitros: |  |

Jornada 5
| 5 de noviembre de 2025 | KBF Peja 03           | vs. | TBD | Peja                                    |
|                        | Parciales: –, –, –, – |     |     |                                         |
|                        |                       |     |     | Pabellón: Karagaq Sports Hall Árbitros: |

| 5 de noviembre de 2025 | Rutronik Stars Keltern | vs.                   | Levharti Chomutov     | Keltern                              |  |
| 18:30                  | Parciales: –, –, –, –  | Parciales: –, –, –, – | Parciales: –, –, –, – |                                      |  |
|                        |                        | Reporte               |                       | Pabellón: Speiterlinghalle Árbitros: |  |

Jornada 6
| 26 de noviembre de 2025 | TBD                   | vs. | Levharti Chomutov | [[]]                     |
|                         | Parciales: –, –, –, – |     |                   |                          |
|                         |                       |     |                   | Pabellón: [[]] Árbitros: |

| 27 de noviembre de 2025 | KBF Peja 03           | vs.     | Rutronik Stars Keltern | Peja                                    |  |
|                         | Parciales: –, –, –, – |         |                        |                                         |  |
|                         |                       | Reporte |                        | Pabellón: Karagaq Sports Hall Árbitros: |  |

### Grupo G
| Pos. | Equipo               | PJ | G | P | PF | PC | DP | Pts | Clasificación   |  | AVE | PAN | NEP | NYO |
| ---- | -------------------- | -- | - | - | -- | -- | -- | --- | --------------- |  | --- | --- | --- | --- |
| 1    | Perfumerías Avenida  | 0  | 0 | 0 | 0  | 0  | 0  | 0   | PlayOff         |  | —   | –   | –   | –   |
| 2    | Panathinaikos AC     | 0  | 0 | 0 | 0  | 0  | 0  | 0   | PlayOff         |  | –   | —   | –   | –   |
| 3    | BC Neptūnas-Amberton | 0  | 0 | 0 | 0  | 0  | 0  | 0   | Posible PlayOff |  | –   | –   | —   | –   |
| 4    | Nyon Basket Féminin  | 0  | 0 | 0 | 0  | 0  | 0  | 0   |                 |  | –   | –   | –   | —   |

 Fuente: FIBA

#### Partidos
Jornada 1
| 9 de octubre de 2025 | Panathinaikos AC      | vs.                   | Perfumerías Avenida   | Atenas                                    |  |
| 18:00                | Parciales: –, –, –, – | Parciales: –, –, –, – | Parciales: –, –, –, – |                                           |  |
|                      |                       | Reporte               |                       | Pabellón: Cholargos Sports Hall Árbitros: |  |

| 9 de octubre de 2025 | Nyon Basket Féminin   | vs.                   | BC Neptūnas-Amberton  | Montreux                                        |  |
| 19:00                | Parciales: –, –, –, – | Parciales: –, –, –, – | Parciales: –, –, –, – |                                                 |  |
|                      |                       | Reporte               |                       | Pabellón: Salle Omnisport Du Pierrier Árbitros: |  |

Jornada 2
| 15 de octubre de 2025 | Perfumerías Avenida   | vs.                   | Nyon Basket Féminin   | Salamanca                                          |  |
| 20:30                 | Parciales: –, –, –, – | Parciales: –, –, –, – | Parciales: –, –, –, – |                                                    |  |
|                       |                       | Reporte               |                       | Pabellón: Pabellón municipal de Würzburg Árbitros: |  |

| 16 de octubre de 2025 | BC Neptūnas-Amberton  | vs.     | Panathinaikos AC | Klaipėda                           |  |
|                       | Parciales: –, –, –, – |         |                  |                                    |  |
|                       |                       | Reporte |                  | Pabellón: Švyturio Arena Árbitros: |  |

Jornada 3
| 23 de octubre de 2025 | BC Neptūnas-Amberton  | vs.     | Perfumerías Avenida | Klaipėda                           |  |
|                       | Parciales: –, –, –, – |         |                     |                                    |  |
|                       |                       | Reporte |                     | Pabellón: Švyturio Arena Árbitros: |  |

| 23 de octubre de 2025 | Panathinaikos AC      | vs.                   | Nyon Basket Féminin   | Atenas                                    |  |
| 18:00                 | Parciales: –, –, –, – | Parciales: –, –, –, – | Parciales: –, –, –, – |                                           |  |
|                       |                       | Reporte               |                       | Pabellón: Cholargos Sports Hall Árbitros: |  |

Jornada 4
| 29 de octubre de 2025 | Perfumerías Avenida   | vs.                   | Panathinaikos AC      | Salamanca                                          |  |
| 20:30                 | Parciales: –, –, –, – | Parciales: –, –, –, – | Parciales: –, –, –, – |                                                    |  |
|                       |                       | Reporte               |                       | Pabellón: Pabellón municipal de Würzburg Árbitros: |  |

| 30 de octubre de 2025 | BC Neptūnas-Amberton  | vs.     | Nyon Basket Féminin | Klaipėda                           |  |
|                       | Parciales: –, –, –, – |         |                     |                                    |  |
|                       |                       | Reporte |                     | Pabellón: Švyturio Arena Árbitros: |  |

Jornada 5
| 5 de noviembre de 2025 | Panathinaikos AC      | vs.                   | BC Neptūnas-Amberton  | Atenas                                    |  |
| 18:30                  | Parciales: –, –, –, – | Parciales: –, –, –, – | Parciales: –, –, –, – |                                           |  |
|                        |                       | Reporte               |                       | Pabellón: Cholargos Sports Hall Árbitros: |  |

| 5 de noviembre de 2025 | Nyon Basket Féminin   | vs.                   | Perfumerías Avenida   | Montrieux                                       |  |
| 19:00                  | Parciales: –, –, –, – | Parciales: –, –, –, – | Parciales: –, –, –, – |                                                 |  |
|                        |                       | Reporte               |                       | Pabellón: Salle Omnisport Du Pierrier Árbitros: |  |

Jornada 6
| 26 de noviembre de 2025 | Perfumerías Avenida   | vs.                   | BC Neptūnas-Amberton  | Salamanca                                          |  |
| 20:30                   | Parciales: –, –, –, – | Parciales: –, –, –, – | Parciales: –, –, –, – |                                                    |  |
|                         |                       | Reporte               |                       | Pabellón: Pabellón municipal de Würzburg Árbitros: |  |

| 27 de noviembre de 2025 | Nyon Basket Féminin   | vs.                   | Panathinaikos AC      | Montreux                                        |  |
| 19:00                   | Parciales: –, –, –, – | Parciales: –, –, –, – | Parciales: –, –, –, – |                                                 |  |
|                         |                       | Reporte               |                       | Pabellón: Salle Omnisport Du Pierrier Árbitros: |  |

### Grupo H
| Pos. | Equipo               | PJ | G | P | PF | PC | DP | Pts | Clasificación   |  | BLM | KPB | RAG | GQ3 |
| ---- | -------------------- | -- | - | - | -- | -- | -- | --- | --------------- |  | --- | --- | --- | --- |
| 1    | BLMA                 | 0  | 0 | 0 | 0  | 0  | 0  | 0   | PlayOff         |  | —   | –   | –   | –   |
| 2    | KP Brno              | 0  | 0 | 0 | 0  | 0  | 0  | 0   | PlayOff         |  | –   | —   | –   | –   |
| 3    | ŽKK Ragusa           | 0  | 0 | 0 | 0  | 0  | 0  | 0   | Posible PlayOff |  | –   | –   | —   | –   |
| 4    | Ganador PlayOff 3 EC | 0  | 0 | 0 | 0  | 0  | 0  | 0   |                 |  | –   | –   | –   | —   |

 Fuente: FIBA

#### Partidos
Jornada 1
| 8 de octubre de 2025 | KP Brno               | vs.                   | BLMA                  | Brno                                          |  |
| 18:00                | Parciales: –, –, –, – | Parciales: –, –, –, – | Parciales: –, –, –, – |                                               |  |
|                      |                       | Reporte               |                       | Pabellón: Pabellón Deportivo Vodova Árbitros: |  |

| 9 de octubre de 2025 | TBD                   | vs. | ŽKK Ragusa | [[]]                     |
|                      | Parciales: –, –, –, – |     |            |                          |
|                      |                       |     |            | Pabellón: [[]] Árbitros: |

Jornada 2
| 16 de octubre de 2025 | ŽKK Ragusa            | vs.     | KP Brno | Dubrovnik                                          |  |
|                       | Parciales: –, –, –, – |         |         |                                                    |  |
|                       |                       | Reporte |         | Pabellón: Športska dvorana Gospino polje Árbitros: |  |

| 16 de octubre de 2025 | BLMA                  | vs. | TBD | Lattes                                          |
|                       | Parciales: –, –, –, – |     |     |                                                 |
|                       |                       |     |     | Pabellón: Palais des Sports de Lattes Árbitros: |

Jornada 3
| 22 de octubre de 2025 | KP Brno               | vs.                   | TBD                   | Brno                                          |
| 18:00                 | Parciales: –, –, –, – | Parciales: –, –, –, – | Parciales: –, –, –, – |                                               |
|                       |                       |                       |                       | Pabellón: Pabellón Deportivo Vodova Árbitros: |

| 23 de octubre de 2025 | ŽKK Ragusa            | vs.     | BLMA | Dubrovnik                                          |  |
|                       | Parciales: –, –, –, – |         |      |                                                    |  |
|                       |                       | Reporte |      | Pabellón: Športska dvorana Gospino polje Árbitros: |  |

Jornada 4
| 30 de octubre de 2025 | BLMA                  | vs.     | KP Brno | Lattes                                          |  |
|                       | Parciales: –, –, –, – |         |         |                                                 |  |
|                       |                       | Reporte |         | Pabellón: Palais des Sports de Lattes Árbitros: |  |

| 30 de octubre de 2025 | ŽKK Ragusa            | vs. | TBD | Dubrovnik                                          |
|                       | Parciales: –, –, –, – |     |     |                                                    |
|                       |                       |     |     | Pabellón: Športska dvorana Gospino polje Árbitros: |

Jornada 5
| 5 de noviembre de 2025 | TBD                   | vs. | BLMA | [[]]                     |
|                        | Parciales: –, –, –, – |     |      |                          |
|                        |                       |     |      | Pabellón: [[]] Árbitros: |

| 5 de noviembre de 2025 | KP Brno               | vs.                   | ŽKK Ragusa            | Brno                                          |  |
| 18:00                  | Parciales: –, –, –, – | Parciales: –, –, –, – | Parciales: –, –, –, – |                                               |  |
|                        |                       | Reporte               |                       | Pabellón: Pabellón Deportivo Vodova Árbitros: |  |

Jornada 6
| 27 de noviembre de 2025 | TBD                   | vs. | KP Brno | [[]]                     |
|                         | Parciales: –, –, –, – |     |         |                          |
|                         |                       |     |         | Pabellón: [[]] Árbitros: |

| 27 de noviembre de 2025 | BLMA                  | vs.     | ŽKK Ragusa | Lattes                                          |  |
|                         | Parciales: –, –, –, – |         |            |                                                 |  |
|                         |                       | Reporte |            | Pabellón: Palais des Sports de Lattes Árbitros: |  |

### Grupo I
| Pos. | Equipo               | PJ | G | P | PF | PC | DP | Pts | Clasificación   |  | UFA | EST | PIE | RAP |
| ---- | -------------------- | -- | - | - | -- | -- | -- | --- | --------------- |  | --- | --- | --- | --- |
| 1    | UFAB 49              | 0  | 0 | 0 | 0  | 0  | 0  | 0   | PlayOff         |  | —   | –   | –   | –   |
| 2    | Movistar Estudiantes | 0  | 0 | 0 | 0  | 0  | 0  | 0   | PlayOff         |  | –   | —   | –   | –   |
| 3    | Piešťanské Čajky     | 0  | 0 | 0 | 0  | 0  | 0  | 0   | Posible PlayOff |  | –   | –   | —   | –   |
| 4    | CS Rapid București   | 0  | 0 | 0 | 0  | 0  | 0  | 0   |                 |  | –   | –   | –   | —   |

 Fuente: FIBA

#### Partidos
Jornada 1
| 8 de octubre de 2025 | Movistar Estudiantes  | vs.                   | UFAB 49               | Madrid                                              |  |
| 20:00                | Parciales: –, –, –, – | Parciales: –, –, –, – | Parciales: –, –, –, – |                                                     |  |
|                      |                       | Reporte               |                       | Pabellón: Polideportivo Antonio Magariños Árbitros: |  |

| 9 de octubre de 2025 | CS Rapid București    | vs.     | Piešťanské Čajky | Bucarest                       |  |
|                      | Parciales: –, –, –, – |         |                  |                                |  |
|                      |                       | Reporte |                  | Pabellón: Sala Rapid Árbitros: |  |

Jornada 2
| 15 de octubre de 2025 | Piešťanské Čajky      | vs.                   | Movistar Estudiantes  | Piešťany                           |  |
| 18:00                 | Parciales: –, –, –, – | Parciales: –, –, –, – | Parciales: –, –, –, – |                                    |  |
|                       |                       | Reporte               |                       | Pabellón: Diplomat Arena Árbitros: |  |

| 15 de octubre de 2025 | UFAB 49               | vs.                   | CS Rapid București    | Angers                               |  |
| 20:00                 | Parciales: –, –, –, – | Parciales: –, –, –, – | Parciales: –, –, –, – |                                      |  |
|                       |                       | Reporte               |                       | Pabellón: Salle Jean Bouin Árbitros: |  |

Jornada 3
| 22 de octubre de 2025 | Piešťanské Čajky      | vs.                   | UFAB 49               | Piešťany                           |  |
| 18:00                 | Parciales: –, –, –, – | Parciales: –, –, –, – | Parciales: –, –, –, – |                                    |  |
|                       |                       | Reporte               |                       | Pabellón: Diplomat Arena Árbitros: |  |

| 22 de octubre de 2025 | Movistar Estudiantes  | vs.                   | CS Rapid București    | Madrid                                              |  |
| 20:00                 | Parciales: –, –, –, – | Parciales: –, –, –, – | Parciales: –, –, –, – |                                                     |  |
|                       |                       | Reporte               |                       | Pabellón: Polideportivo Antonio Magariños Árbitros: |  |

Jornada 4
| 29 de octubre de 2025 | Piešťanské Čajky      | vs.                   | CS Rapid București    | Piešťany                           |  |
| 18:00                 | Parciales: –, –, –, – | Parciales: –, –, –, – | Parciales: –, –, –, – |                                    |  |
|                       |                       | Reporte               |                       | Pabellón: Diplomat Arena Árbitros: |  |

| 29 de octubre de 2025 | UFAB 49               | vs.                   | Movistar Estudiantes  | Angers                               |  |
| 20:00                 | Parciales: –, –, –, – | Parciales: –, –, –, – | Parciales: –, –, –, – |                                      |  |
|                       |                       | Reporte               |                       | Pabellón: Salle Jean Bouin Árbitros: |  |

Jornada 5
| 5 de noviembre de 2025 | CS Rapid București    | vs.     | UFAB 49 | Bucarest                       |  |
|                        | Parciales: –, –, –, – |         |         |                                |  |
|                        |                       | Reporte |         | Pabellón: Sala Rapid Árbitros: |  |

| 5 de noviembre de 2025 | Movistar Estudiantes  | vs.                   | Piešťanské Čajky      | Madrid                                              |  |
| 20:00                  | Parciales: –, –, –, – | Parciales: –, –, –, – | Parciales: –, –, –, – |                                                     |  |
|                        |                       | Reporte               |                       | Pabellón: Polideportivo Antonio Magariños Árbitros: |  |

Jornada 6
| 26 de noviembre de 2025 | UFAB 49               | vs.                   | Piešťanské Čajky      | Angers                               |  |
| 20:00                   | Parciales: –, –, –, – | Parciales: –, –, –, – | Parciales: –, –, –, – |                                      |  |
|                         |                       | Reporte               |                       | Pabellón: Salle Jean Bouin Árbitros: |  |

| 27 de noviembre de 2025 | CS Rapid București    | vs.     | Movistar Estudiantes | Bucarest                       |  |
|                         | Parciales: –, –, –, – |         |                      |                                |  |
|                         |                       | Reporte |                      | Pabellón: Sala Rapid Árbitros: |  |

### Grupo J
| Pos. | Equipo                      | PJ | G | P | PF | PC | DP | Pts | Clasificación   |  | BES | GOR | CHA | ATH |
| ---- | --------------------------- | -- | - | - | -- | -- | -- | --- | --------------- |  | --- | --- | --- | --- |
| 1    | Beşiktaş Boa                | 0  | 0 | 0 | 0  | 0  | 0  | 0   | PlayOff         |  | —   | –   | –   | –   |
| 2    | InvestInTheWest Enea Gorzow | 0  | 0 | 0 | 0  | 0  | 0  | 0   | PlayOff         |  | –   | —   | –   | –   |
| 3    | Charnay Basket              | 0  | 0 | 0 | 0  | 0  | 0  | 0   | Posible PlayOff |  | –   | –   | —   | –   |
| 4    | Athinaikos Qualco           | 0  | 0 | 0 | 0  | 0  | 0  | 0   |                 |  | –   | –   | –   | —   |

 Fuente: FIBA

#### Partidos
Jornada 1
| 9 de octubre de 2025 | Athinaikos Qualco     | vs.                   | Charnay Basket        | Vyronas                                          |  |
| 18:30                | Parciales: –, –, –, – | Parciales: –, –, –, – | Parciales: –, –, –, – |                                                  |  |
|                      |                       | Reporte               |                       | Pabellón: Dimitris Kaltsas Indoor Hall Árbitros: |  |

| 9 de octubre de 2025 | InvestInTheWest Enea Gorzow | vs.                   | Beşiktaş Boa          | Gorzów Wielkopolski             |  |
| 19:00                | Parciales: –, –, –, –       | Parciales: –, –, –, – | Parciales: –, –, –, – |                                 |  |
|                      |                             | Reporte               |                       | Pabellón: Hala of AJP Árbitros: |  |

Jornada 2
| 16 de octubre de 2025 | Charnay Basket        | vs.     | InvestInTheWest Enea Gorzow | Prissé                               |  |
|                       | Parciales: –, –, –, – |         |                             |                                      |  |
|                       |                       | Reporte |                             | Pabellón: Salle des Sports Árbitros: |  |

| 16 de octubre de 2025 | Beşiktaş Boa          | vs.                   | Athinaikos Qualco     | Estambul                              |  |
| 20:00                 | Parciales: –, –, –, – | Parciales: –, –, –, – | Parciales: –, –, –, – |                                       |  |
|                       |                       | Reporte               |                       | Pabellón: BJK Akatlar Arena Árbitros: |  |

Jornada 3
| 23 de octubre de 2025 | Charnay Basket        | vs.     | Beşiktaş Boa | Prissé                               |  |
|                       | Parciales: –, –, –, – |         |              |                                      |  |
|                       |                       | Reporte |              | Pabellón: Salle des Sports Árbitros: |  |

| 23 de octubre de 2025 | InvestInTheWest Enea Gorzow | vs.                   | Athinaikos Qualco     | Gorzów Wielkopolski             |  |
| 19:00                 | Parciales: –, –, –, –       | Parciales: –, –, –, – | Parciales: –, –, –, – |                                 |  |
|                       |                             | Reporte               |                       | Pabellón: Hala of AJP Árbitros: |  |

Jornada 4
| 29 de octubre de 2025 | Charnay Basket        | vs.                   | Athinaikos Qualco     | Prissé                               |  |
| 20:00                 | Parciales: –, –, –, – | Parciales: –, –, –, – | Parciales: –, –, –, – |                                      |  |
|                       |                       | Reporte               |                       | Pabellón: Salle des Sports Árbitros: |  |

| 30 de octubre de 2025 | Beşiktaş Boa          | vs.                   | InvestInTheWest Enea Gorzow | Estambul                              |  |
| 20:00                 | Parciales: –, –, –, – | Parciales: –, –, –, – | Parciales: –, –, –, –       |                                       |  |
|                       |                       | Reporte               |                             | Pabellón: BJK Akatlar Arena Árbitros: |  |

Jornada 5
| 5 de noviembre de 2025 | Athinaikos Qualco     | vs.                   | Beşiktaş Boa          | Vyronas                                          |  |
| 19:30                  | Parciales: –, –, –, – | Parciales: –, –, –, – | Parciales: –, –, –, – |                                                  |  |
|                        |                       | Reporte               |                       | Pabellón: Dimitris Kaltsas Indoor Hall Árbitros: |  |

| 5 de noviembre de 2025 | InvestInTheWest Enea Gorzow | vs.                   | Charnay Basket        | Gorzów Wielkopolski             |  |
| 19:00                  | Parciales: –, –, –, –       | Parciales: –, –, –, – | Parciales: –, –, –, – |                                 |  |
|                        |                             | Reporte               |                       | Pabellón: Hala of AJP Árbitros: |  |

Jornada 6
| 27 de noviembre de 2025 | Beşiktaş Boa          | vs.                   | Charnay Basket        | Estambul                              |  |
| 20:00                   | Parciales: –, –, –, – | Parciales: –, –, –, – | Parciales: –, –, –, – |                                       |  |
|                         |                       | Reporte               |                       | Pabellón: BJK Akatlar Arena Árbitros: |  |

| 27 de noviembre de 2025 | Athinaikos Qualco     | vs.                   | InvestInTheWest Enea Gorzow | Vyronas                                          |  |
| 19:30                   | Parciales: –, –, –, – | Parciales: –, –, –, – | Parciales: –, –, –, –       |                                                  |  |
|                         |                       | Reporte               |                             | Pabellón: Dimitris Kaltsas Indoor Hall Árbitros: |  |

### Grupo K
| Pos. | Equipo                | PJ | G | P | PF | PC | DP | Pts | Clasificación   |  | BAX | BEN | ZAG | GQ4 |
| ---- | --------------------- | -- | - | - | -- | -- | -- | --- | --------------- |  | --- | --- | --- | --- |
| 1    | Baxi Ferrol           | 0  | 0 | 0 | 0  | 0  | 0  | 0   | PlayOff         |  | —   | –   | –   | –   |
| 2    | SL Benfica            | 0  | 0 | 0 | 0  | 0  | 0  | 0   | PlayOff         |  | –   | —   | –   | –   |
| 3    | MB Zagłębie Sosnowiec | 0  | 0 | 0 | 0  | 0  | 0  | 0   | Posible PlayOff |  | –   | –   | —   | –   |
| 4    | Ganador PlayOff 4 EC  | 0  | 0 | 0 | 0  | 0  | 0  | 0   |                 |  | –   | –   | –   | —   |

 Fuente: FIBA

#### Partidos
Jornada 1
| 9 de octubre de 2025 | SL Benfica            | vs.     | Baxi Ferrol | Lisboa                                  |  |
|                      | Parciales: –, –, –, – |         |             |                                         |  |
|                      |                       | Reporte |             | Pabellón: Pavilhão Fidelidade Árbitros: |  |

| 9 de octubre de 2025 | TBD                   | vs. | MB Zagłębie Sosnowiec | [[]]                     |
|                      | Parciales: –, –, –, – |     |                       |                          |
|                      |                       |     |                       | Pabellón: [[]] Árbitros: |

Jornada 2
| 15 de octubre de 2025 | Baxi Ferrol           | vs.                   | TBD                   | Ferrol                                     |
| 20:15                 | Parciales: –, –, –, – | Parciales: –, –, –, – | Parciales: –, –, –, – |                                            |
|                       |                       |                       |                       | Pabellón: Polideportivo A Malata Árbitros: |

| 16 de octubre de 2025 | MB Zagłębie Sosnowiec | vs.     | SL Benfica | Sosnowiec                              |  |
|                       | Parciales: –, –, –, – |         |            |                                        |  |
|                       |                       | Reporte |            | Pabellón: ArcelorMittal Park Árbitros: |  |

Jornada 3
| 23 de octubre de 2025 | SL Benfica            | vs. | TBD | Lisboa                                  |
|                       | Parciales: –, –, –, – |     |     |                                         |
|                       |                       |     |     | Pabellón: Pavilhão Fidelidade Árbitros: |

| 23 de octubre de 2025 | MB Zagłębie Sosnowiec | vs.     | Baxi Ferrol | Sosnowiec                              |  |
|                       | Parciales: –, –, –, – |         |             |                                        |  |
|                       |                       | Reporte |             | Pabellón: ArcelorMittal Park Árbitros: |  |

Jornada 4
| 29 de octubre de 2025 | Baxi Ferrol           | vs.                   | SL Benfica            | Ferrol                                     |  |
| 20:15                 | Parciales: –, –, –, – | Parciales: –, –, –, – | Parciales: –, –, –, – |                                            |  |
|                       |                       | Reporte               |                       | Pabellón: Polideportivo A Malata Árbitros: |  |

| 30 de octubre de 2025 | MB Zagłębie Sosnowiec | vs. | TBD | sosnowiec                              |
|                       | Parciales: –, –, –, – |     |     |                                        |
|                       |                       |     |     | Pabellón: ArcelorMittal Park Árbitros: |

Jornada 5
| 5 de noviembre de 2025 | SL Benfica            | vs.     | MB Zagłębie Sosnowiec | Lisboa                                  |  |
|                        | Parciales: –, –, –, – |         |                       |                                         |  |
|                        |                       | Reporte |                       | Pabellón: Pavilhão Fidelidade Árbitros: |  |

| 5 de noviembre de 2025 | TBD                   | vs. | Baxi Ferrol | [[]]                     |
|                        | Parciales: –, –, –, – |     |             |                          |
|                        |                       |     |             | Pabellón: [[]] Árbitros: |

Jornada 6
| 26 de noviembre de 2025 | Baxi Ferrol           | vs.                   | MB Zagłębie Sosnowiec | Ferrol                                     |  |
| 20:15                   | Parciales: –, –, –, – | Parciales: –, –, –, – | Parciales: –, –, –, – |                                            |  |
|                         |                       | Reporte               |                       | Pabellón: Polideportivo A Malata Árbitros: |  |

| 27 de noviembre de 2025 | TBD                   | vs. | SL Benfica | [[]]                     |
|                         | Parciales: –, –, –, – |     |            |                          |
|                         |                       |     |            | Pabellón: [[]] Árbitros: |

### Grupo L
| Pos. | Equipo                | PJ | G | P | PF | PC | DP | Pts | Clasificación   |  | ESB | FRI | BER | WRO |
| ---- | --------------------- | -- | - | - | -- | -- | -- | --- | --------------- |  | --- | --- | --- | --- |
| 1    | ESB Villeneuve-d'Ascq | 0  | 0 | 0 | 0  | 0  | 0  | 0   | PlayOff         |  | —   | –   | –   | –   |
| 2    | BCF Elfic Fribourg    | 0  | 0 | 0 | 0  | 0  | 0  | 0   | PlayOff         |  | –   | —   | –   | –   |
| 3    | Beroe Stara Zagora    | 0  | 0 | 0 | 0  | 0  | 0  | 0   | Posible PlayOff |  | –   | –   | —   | –   |
| 4    | Ślęza Wrocław         | 0  | 0 | 0 | 0  | 0  | 0  | 0   |                 |  | –   | –   | –   | —   |

 Fuente: FIBA

#### Partidos
Jornada 1
| 9 de octubre de 2025 | Ślęza Wrocław         | vs.     | Beroe Stara Zagora | Wrocław                              |  |
|                      | Parciales: –, –, –, – |         |                    |                                      |  |
|                      |                       | Reporte |                    | Pabellón: KGHM Ślęza Arena Árbitros: |  |

| 9 de octubre de 2025 | BCF Elfic Fribourg    | vs.                   | ESB Villeneuve-d'Ascq | Friburgo                                       |  |
| 19:30                | Parciales: –, –, –, – | Parciales: –, –, –, – | Parciales: –, –, –, – |                                                |  |
|                      |                       | Reporte               |                       | Pabellón: Site Sportif Saint-Léonard Árbitros: |  |

Jornada 2
| 16 de octubre de 2025 | Beroe Stara Zagora    | vs.     | BCF Elfic Fribourg | Stara Zagora                                |  |
|                       | Parciales: –, –, –, – |         |                    |                                             |  |
|                       |                       | Reporte |                    | Pabellón: Obshtinska-Stara Zagora Árbitros: |  |

| 16 de octubre de 2025 | ESB Villeneuve-d'Ascq | vs.     | Ślęza Wrocław | Villeneuve-d'Ascq               |  |
|                       | Parciales: –, –, –, – |         |               |                                 |  |
|                       |                       | Reporte |               | Pabellón: Le Palacium Árbitros: |  |

Jornada 3
| 23 de octubre de 2025 | Beroe Stara Zagora    | vs.     | ESB Villeneuve-d'Ascq | Stara Zagora                                |  |
|                       | Parciales: –, –, –, – |         |                       |                                             |  |
|                       |                       | Reporte |                       | Pabellón: Obshtinska-Stara Zagora Árbitros: |  |

| 23 de octubre de 2025 | BCF Elfic Fribourg    | vs.                   | Ślęza Wrocław         | Friburgo                                       |  |
| 19:30                 | Parciales: –, –, –, – | Parciales: –, –, –, – | Parciales: –, –, –, – |                                                |  |
|                       |                       | Reporte               |                       | Pabellón: Site Sportif Saint-Léonard Árbitros: |  |

Jornada 4
| 30 de octubre de 2025 | ESB Villeneuve-d'Ascq | vs.     | BCF Elfic Fribourg | Villeneuve-d'Ascq               |  |
|                       | Parciales: –, –, –, – |         |                    |                                 |  |
|                       |                       | Reporte |                    | Pabellón: Le Palacium Árbitros: |  |

| 30 de octubre de 2025 | Beroe Stara Zagora    | vs.     | Ślęza Wrocław | Stara Zagora                                |  |
|                       | Parciales: –, –, –, – |         |               |                                             |  |
|                       |                       | Reporte |               | Pabellón: Obshtinska-Stara Zagora Árbitros: |  |

Jornada 5
| 5 de noviembre de 2025 | Ślęza Wrocław         | vs.     | ESB Villeneuve-d'Ascq | Wrocław                              |  |
|                        | Parciales: –, –, –, – |         |                       |                                      |  |
|                        |                       | Reporte |                       | Pabellón: KGHM Ślęza Arena Árbitros: |  |

| 5 de noviembre de 2025 | BCF Elfic Fribourg    | vs.                   | Beroe Stara ZAgora    | Friburgo                                       |  |
| 19:30                  | Parciales: –, –, –, – | Parciales: –, –, –, – | Parciales: –, –, –, – |                                                |  |
|                        |                       | Reporte               |                       | Pabellón: Site Sportif Saint-Léonard Árbitros: |  |

Jornada 6
| 27 de noviembre de 2025 | Ślęza Wrocław         | vs.     | BCF Elfic Fribourg | Wrocław                              |  |
|                         | Parciales: –, –, –, – |         |                    |                                      |  |
|                         |                       | Reporte |                    | Pabellón: KGHM Ślęza Arena Árbitros: |  |

| 27 de noviembre de 2025 | ESB Villeneuve-d'Ascq | vs.     | Beroe Stara Zagora | Villeneuve-d'Ascq               |  |
|                         | Parciales: –, –, –, – |         |                    |                                 |  |
|                         |                       | Reporte |                    | Pabellón: Le Palacium Árbitros: |  |

#### Ranking de terceros clasificados
| Pos. | Grp | Equipo     | PJ | G | P | PF | PC | DP | Pts | Clasificación |
| ---- | --- | ---------- | -- | - | - | -- | -- | -- | --- | ------------- |
| 1    | A   | 3º Grupo A | 0  | 0 | 0 | 0  | 0  | 0  | 0   | PlayOff       |
| 2    | B   | 3º Grupo B | 0  | 0 | 0 | 0  | 0  | 0  | 0   | PlayOff       |
| 3    | C   | 3º Grupo C | 0  | 0 | 0 | 0  | 0  | 0  | 0   | PlayOff       |
| 4    | D   | 3º Grupo D | 0  | 0 | 0 | 0  | 0  | 0  | 0   | PlayOff       |
| 5    | E   | 3º Grupo E | 0  | 0 | 0 | 0  | 0  | 0  | 0   |               |
| 6    | F   | 3º Grupo F | 0  | 0 | 0 | 0  | 0  | 0  | 0   |               |
| 7    | G   | 3º Grupo G | 0  | 0 | 0 | 0  | 0  | 0  | 0   |               |
| 8    | H   | 3º Grupo H | 0  | 0 | 0 | 0  | 0  | 0  | 0   |               |
| 9    | I   | 3º Grupo I | 0  | 0 | 0 | 0  | 0  | 0  | 0   |               |
| 10   | J   | 3º Grupo J | 0  | 0 | 0 | 0  | 0  | 0  | 0   |               |
| 11   | K   | 3º Grupo K | 0  | 0 | 0 | 0  | 0  | 0  | 0   |               |
| 12   | L   | 3º Grupo L | 0  | 0 | 0 | 0  | 0  | 0  | 0   |               |

 Fuente: FIBA